# Hiroto Mogi
Hiroto Mogi (茂木 弘人 Mogi Hiroto?, nacido el 2 de marzo de 1984 en Fukushima) es un futbolista japonés que se desempeña como defensa.

## Trayectoria

### Clubes
| Club                | País  | Año         |
| ------------------- | ----- | ----------- |
| Sanfrecce Hiroshima | Japón | 2002 - 2005 |
| Vissel Kobe         | Japón | 2006 - 2014 |
| Fukushima United FC | Japón | 2015 -      |

## Estadística de carrera

### J. League
| Club                | Año   | J. League | J. League | Copa J. League | Copa J. League | Total | Total |
| Club                | Año   | Part.     | Goles     | Part.          | Goles          | Part. | Goles |
| ------------------- | ----- | --------- | --------- | -------------- | -------------- | ----- | ----- |
| Sanfrecce Hiroshima | 2002  | 15        | 2         | 1              | 0              | 16    | 2     |
| Sanfrecce Hiroshima | 2003  | 23        | 5         | 0              | 0              | 23    | 5     |
| Sanfrecce Hiroshima | 2004  | 8         | 1         | 2              | 1              | 10    | 2     |
| Sanfrecce Hiroshima | 2005  | 12        | 4         | 4              | 0              | 16    | 4     |
| Vissel Kobe         | 2006  | 37        | 0         | -              | -              | 37    | 0     |
| Vissel Kobe         | 2007  | 24        | 1         | 3              | 0              | 27    | 1     |
| Vissel Kobe         | 2008  | 0         | 0         | 0              | 0              | 0     | 0     |
| Vissel Kobe         | 2009  | 31        | 8         | 5              | 0              | 36    | 8     |
| Vissel Kobe         | 2010  | 33        | 2         | 6              | 2              | 39    | 4     |
| Vissel Kobe         | 2011  | 27        | 1         | 2              | 0              | 29    | 1     |
| Vissel Kobe         | 2012  | 21        | 1         | 2              | 0              | 23    | 1     |
| Vissel Kobe         | 2013  | 17        | 0         | -              | -              | 17    | 0     |
| Vissel Kobe         | 2014  | 12        | 0         | 4              | 0              | 16    | 0     |
| Fukushima United FC | 2015  | 25        | 3         | -              | -              | 25    | 3     |
| Fukushima United FC | 2016  | 24        | 2         | -              | -              | 24    | 2     |
| Fukushima United FC | 2017  | 26        | 1         | -              | -              | 26    | 1     |
| Total               | Total | 335       | 31        | 29             | 3              | 364   | 34    |